# ICRT
L'International Consumer Research & Testing Ltd. (ICRT) è un'associazione di difesa dei diritti dei consumatori che coopera nella ricerca e nel test di prodotti.
È composta da 37 organizzazioni di 33 paesi sparsi nei 5 continenti.
La partecipazione è aperta alle organizzazioni che agiscano solo nell'interesse dei consumatori, non facciano pubblicità e siano indipendenti dal commercio, dall'industria e dai partiti politici.

## Membri
- ACA Australian Consumers' Association (Australia)
- APC Romania Association for Consumer Protection (Romania)
- CAI Consumers' Association of Ireland (Irlanda)
- CASE Consumer Association of Singapore (Singapore)
- CB Consumentenbond (Paesi Bassi)
- CCA Cyprus Consumers' Association (Cipro)
- CERC Consumer Education and Research Centre (India)
- CK Citizens' Alliance for Consumer Protection of Korea (Corea)
- CON Centre for Consumer Education, Research, Training and Testing (India)
- CRT Obcanské sdružení spotrebitelu TEST (Cechia)
- CU Consumer Union of the US (Stati Uniti)
- EAC Editoriale Altroconsumo (Italia)
- EDI Edideco - Editores para a Defesa do Consumidor (Portogallo)
- EDO EDOCUSA (Spagna)
- FFC Foundation For Consumers (Tailandia)
- FK Federacja Konsumentow (Polonia)
- FN Forbrukerrådet (Norvegia)
- FR Forbrugerrådet (Danimarca)
- FRC Fédération Romande Des Consommateurs (Svizzera)
- FS ForbrugerStyrelsen (Danimarca)
- GFA Forbrugerbladet Atuisoq (Groenlandia)
- HKCC Consumer Council Hong Kong (Hong Kong)
- INKA Consumer Association New Inka (Grecia)
- KOF KonfOP International (Russia)
- KUV Kuluttajavirasto (Finlandia)
- LNCF Lithuanian National Consumer Federation (Lituania)
- MINGJIAN 消费明鉴 (China)
- NACPH National Association of Consumer Protection in Hungary (Ungheria)
- NS Neytendasamtökin (Islanda)
- NZCI Consumers' Institute (Nuova Zelanda)
- ODECU The Organisation for the Defence of Consumers and Users (Cile)
- PTB Associaçao Brasileira de Defesa do Consumidor (Brasile)
- RR Rad & Ron (Svezia)
- SCA Zveza potro'nikov Slovenije ZPS-SCA (Slovenia)
- SOS Sdruzeni obrany spotrebitelu Ceske republiky (Cechia)
- SR SRCICE "Test" (Ucraina)
- SW Stiftung Warentest (Germania)
- UFC Union Fédérale Des Consommateurs - Que Choisir (Francia)
- VKI Verein für Konsumenteninformation (Austria)
- VO Voice (India)
- VU Verbruikersunie/Association Belge des Consommateurs (Belgio)
- W Which? (UK)